# Gündüzbey, Yeşilyurt
Gündüzbey là một thị trấn thuộc huyện Yeşilyurt, tỉnh Malatya, Thổ Nhĩ Kỳ. Dân số thời điểm năm 2011 là 3.15 người.